# Selenocosmia hirtipes
Selenocosmia hirtipes är en spindelart som beskrevs av Embrik Strand 1913. Selenocosmia hirtipes ingår i släktet Selenocosmia och familjen fågelspindlar. Inga underarter finns listade i Catalogue of Life.